# Fiuggi
Fiuggi là một đô thị ở tỉnh Frosinone ở vùng Lazio của Italia. Đô thị này có diện tích 33 km², dân số cuối năm 2004 là 9047 người. Thị xã này nằm trên ngọn đồi, gần đó có các suối nước khoáng nóng.
Fiuggi giáp các đô thị: Acuto, Ferentino, Guarcino, Piglio, Torre Cajetani, Trevi nel Lazio, Trivigliano

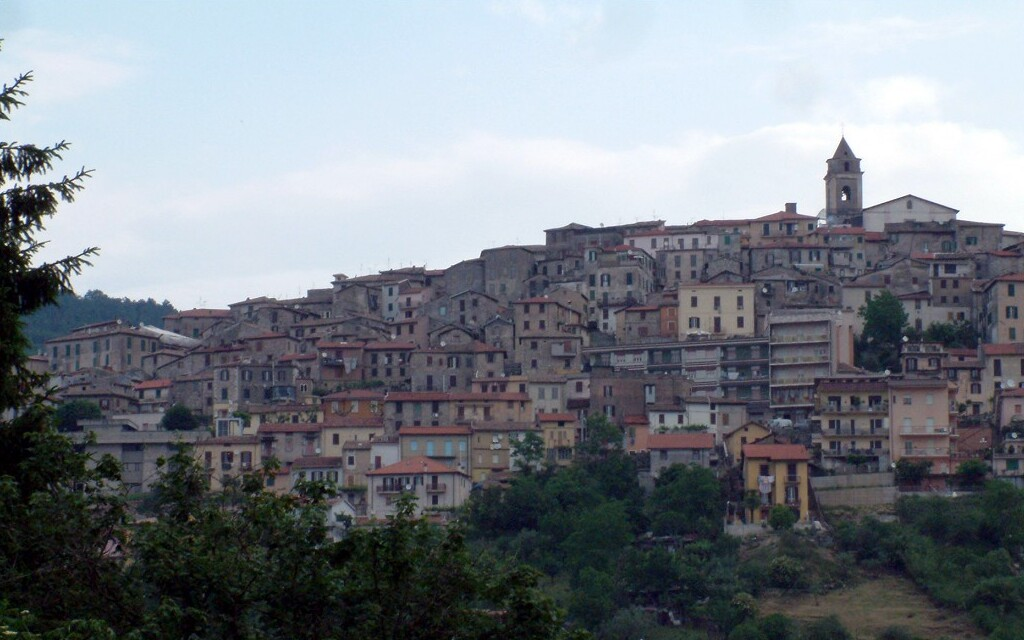
Toàn cảnh Fiuggi.